# Henri Wynsdau
Henri Wynsdau (Brussel·les, 15 de juny de 1897 - ?) va ser un ciclista belga que fou professional entre 1921 i 1935. Va obtenir alguns campionats nacionals.
El seu germà Théo també fou ciclista professional.

## Palmarès
- 1920
  -  Campió de Bèlgica amateur en ruta
- 1934
  -  Campió de Bèlgica de mig fons